# Niceforonia adenobrachia
Espèce
Synonymes
- Phrynopus adenobrachius Ardila-Robayo, Ruíz-Carranza & Barrera-Rodriguez, 1996

Statut de conservation UICN

 EN  : En danger
Niceforonia adenobrachia est une espèce d'amphibiens de la famille des Craugastoridae.

## Répartition
Cette espèce est endémique du département de Tolima en Colombie. Elle se rencontre dans la municipalité de Herveo, entre 3 100 et 3 400 m d'altitude sur le versant Est de la cordillère Centrale.

## Publication originale
- Ardila-Robayo, Ruiz-Carranza & Barrera-Rodríguez, 1996 : Una nueva especie de Phrynopus (Amphibia, Anura, Leptodactylidae) de La Cordillera Central Colombiana. Lozania, Bogotá, vol. 67, p. 1-10.